# Mario Scelba

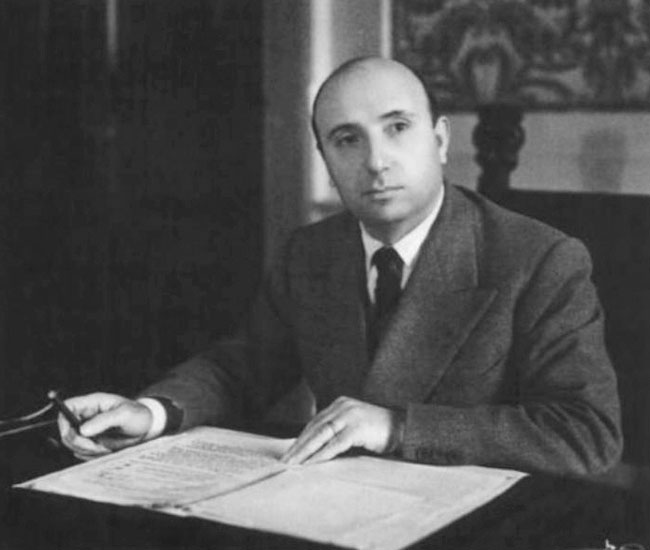
Mario Scelba in 1947.

Mario Scelba (Caltagirone, 5 september 1901 - 29 oktober 1991) was een Italiaans politicus. Van 1954 tot 1955 was hij premier van Italië. Van 1969 tot 1971 was hij voorzitter van het Europees Parlement.

## Levensloop
Hij studeerde rechten in Rome en nam een vooraanstaande plaats in binnen de in 1921 door Don Luigi Sturzo opgerichte katholieke Partito Popolare Italiano (Italiaanse Volkspartij). Hij fungeerde onder meer als partijsecretaris. Na het verbod op de Partito Popolare in 1926, vestigde hij zich als advocaat.
Scelba stond sinds het begin van de Tweede Wereldoorlog in contact met onder meer Alcide De Gasperi en Giovanni Gronchi om over de heroprichting van de Partito Popolare te praten. In juni 1944, na de oprichting van de Democrazia Cristiana (christendemocratische partij), werd hij lid van het partijbestuur en belast met politieke zaken en persaangelegenheden. In 1945 werd hij in de Nationale Raad gekozen.
Van 1945 tot 1947 was Scelba minister van PTT. Daarna trad hij op als minister van Binnenlandse Zaken. Hij maakte een wet die nog steeds bekend is als de wet-Scelba en die het verbiedt, om in Italië een fascistische partij op te richten of Mussolini en zijn regering te verheerlijken.
Op 10 februari 1954 werd hij premier en vormde een kabinet bestaande uit de christendemocraten, liberalen en sociaaldemocraten. In 1955 werd hij tot aftreden gedwongen.
Van juli 1960 tot februari 1962 was Scelba opnieuw minister van Binnenlandse Zaken. Van maart 1969 tot maart 1971 was hij voorzitter van het Europees Parlement.